# آب‌انبار پایین محله
آب‌انبار پایین محله مربوط به دورهٔ قاجار است و در شهرستان طبس، شهر طبس، میدان شهرداری واقع شده و این اثر در تاریخ ۸ مرداد ۱۳۸۵ با شمارهٔ ثبت ۱۵۸۶۰ به‌عنوان یکی از آثار ملی ایران به ثبت رسیده است.